# Dáil Éireann (Freistaat)
Von 1922 bis 1937 war Dáil Éireann das direkt gewählte Unterhaus des Parlaments (Oireachtas) des Irischen Freistaates. Die Verfassung des Freistaates beschreibt die Rolle des Unterhauses als "Kammer der Volksvertreter". Bis 1936 gehörte dem Oireachtas noch ein Oberhaus, der Seanad Éireann (Senat), an. Wie auch das aktuelle irische Unterhaus, war der Dáil zu dieser Zeit die dominante Macht der Legislative; es hatte die Möglichkeit nahezu jedes Gesetz durchzubringen. Weiterhin konnte das Dáil den Präsidenten des Exekutivrats des Freistaates einsetzen und entlassen. Das Freistaaten-Unterhaus wurde mit der Schaffung des "modernen" Dáil Éireann unter der Verfassung der irischen Republik 1937 aufgelöst. Sowohl der Dáil als auch der Senat versammelten sich im Leinster House in Dublin.

## Zusammensetzung
Laut der Verfassung des Freistaates konnte jeder Bürger, der mindestens 21 Jahre alt, nicht vorbestraft oder Senatsmitglied war, Mitglied des Unterhauses werden. Für einen Großteil der Zeit des Irischen Freistaates gab es auch noch einen (umstrittenen) Passus in der Verfassung, der einen Treueeid aller Mitglieder des Oireachtas auf die Freistaaten-Verfassungs sowie den König beinhaltete. Erst 1936 wurde diese Verpflichtung aus der Verfassung entfernt.

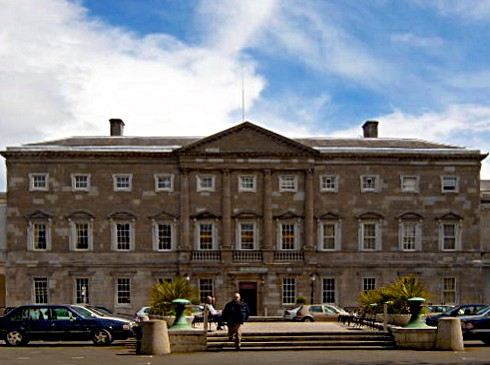
Leinster House

Das Unterhaus zur damaligen Zeit, wie allerdings auch heute noch, konnte jeder Einwohner wählen, der mindestens 21 Jahre alt war. Die Verfassung schrieb eine maximale Legislaturperiode von 4 Jahren vor, es sei denn, per Gesetz würde eine kürzere maximale Zeitdauer festgelegt. Doch bereits 1927 wurden die 4 Jahre auf eine maximale verfassungsmäßige Legislaturdauer von 6 Jahren erhöht und per Gesetz auf 5 Jahre beschränkt. Das Dáil an sich hätte theoretisch jederzeit durch den britischen König auf Anraten des Exekutivrats aufgelöst werden können.
Die Freistaaten-Verfassung sah für die Wahl zum Dáil das Mehrheitswahlrecht vor, so dass das Single transferable vote-System zum Einsatz kam. Während ab 1937 jeder Wahlbezirk maximal 5 Sitze im Unterhaus besetzen konnte, gab es während des Freistaates Wahlbezirke mit 6, 7 oder 8 Sitzen. Die Stadt Galway vergab sogar 9 Sitze. Neben den geografisch festgelegten Wahlbezirken gab es auch 2 Universitäts-Wahlbezirke, die jeweils 3 Parlamentarier entsandten. Innerhalb dieser Wahlbezirke konnte jeder wählen, der in der jeweiligen Universität einen Abschluss erreicht hatte – diese Personen waren dann allerdings von der Wahl in ihrem eigentlich zuständigen Wahlbezirk ausgeschlossen. 1936 wurden die Universitäts-Wahlbezirke per Verfassungs- und Gesetzesänderung abgeschafft.

## Machtbefugnisse
Die Freistaaten-Verfassung schrieb vor, dass der Präsident des Exekutivrats vom König bei der Einsetzung des Dáil ernannt wird und dass der Exekutivrat als Ganzes zurücktreten muss, falls er die Unterstützung des Unterhauses verliert. In der Praxis bedeutete dies, dass der Präsident durch den Daíl gewählt wurde und dass das Dáil das Kabinett durch einen erfolgreichen Misstrauensantrag oder eine erfolglose Vertrauensfrage auflösen konnte. Eine Verfassungsänderung 1936 entfernte die Rolle des Königs aus diesem System und stellte so sicher, dass in den letzten Monates des Freistaates der Präsident direkt vom Unterhaus gewählt wurde, anstatt nur von ihm vorgeschlagen zu werden.
Gesetzesvorschlägen musste theoretisch sowohl das Unter- als auch das Oberhaus des Oireachtas zustimmen um die Unterschrift des Königs zu erhalten und so Gesetz zu werden. In Wirklichkeit entschied das Unterhaus, welche Vorschläge zu Gesetzen wurden, da das Oberhaus lediglich die Macht hatte, ein Gesetz zu verzögern.
Während der ersten Jahre des Freistaates gab es noch die theoretische Möglichkeit, dass der König, oder der Generalgouverneur im Namen des Königs, gegen Entscheidungen des Oireachtas ein Veto einlegt oder den Exekutivrat gegen den Willen des Unterhauses gänzlich auflöst. Durch ein Gesetz im Jahr 1927 verlor die britische Regierung allerdings das Recht auf Mitsprache bezüglich des irischen Freistaates und so wurde die Möglichkeit, dass der Generalgouverneur ohne Zustimmung der britischen Regierungsinstitutionen tätig wird, sehr gering.
Im Gegensatz zu Unterhäusern in der heutigen Zeit, hatte der Dáil per Verfassung nicht die Macht einen Krieg zu erklären – dies war nur der Oireachtas im Ganzen erlaubt. Doch diese Einschränkung war eigentlich nicht wichtig, wurde doch das Unterhaus im Verlauf des Freistaates immer mehr zur dominierenden Macht des Parlaments, und konnte so quasi die Verfassung jederzeit beliebig ändern.

## Geschichte
Von 1919 bis 1922 hatte der Dáil lediglich den Titel eines revolutionären, einseitig erklärten Parlaments, das von irischen Nationalisten errichtet wurde. 
Hauptartikel: siehe Dáil Éireann (House of Assembly).
Der erste und zweite Dáil existierte außerhalb der britischen Gesetze und war nie anerkannt. Erst der Third Dáil wurde unter dem Anglo-Irischen Vertrag als eine konstitutionelle Versammlung gewählt und sollte, neben der Zustimmung des Vertrags, den Weg für den Freistaat ebnen. Da bei Inkrafttreten der Verfassung des Irischen Freistaates noch kein Unterhaus gewählt war, übernahm übergangsweise der Dáil diese Aufgabe. Der erste Dáil des irischen Freistaates wurde am 27. August 1923 gewählt und gilt – nach irischer Politikhistorie – als das 4. (Fourth) Dáil.

## Auflösung
Am 29. Dezember 1937 trat die Irische Verfassung in Kraft und begründete damit die heute bekannte irische Republik. Die neue Verfassung wurde bereits am 1. Juli des gleichen Jahres per Volksabstimmung angenommen. Am gleichen Tag wurde der (9.) Dáil gewählt. Dieses war also vom Juli bis Dezember das Unterhaus des irischen Freistaates und wurde dann zum Unterhaus der neuen Legislative innerhalb der irischen Republik.